# Union Sportive Monastirienne
L'Union Sportive Monastirienne (in arabo الاتحاد الرياضي المنستيري) è una società calcistica Tunisina con sede nella città di Monastir. Milita attualmente nella massima serie tunisina.
Ha vinto una Coppa di Tunisia e quattro campionati di seconda serie.

## Storia
Fondata nel 1923 con il nome Ruspina Sports, venne rinominata Union Sportive Monastirienne nel 1942. Il nuovo nome rifletteva l'unione del Ruspina Sports con altri club della città (dediti al nuoto, alla pétanque e ad altri sport) ed i nazionalisti di Monastir (come Mustapha Ben Jannet).

## Stadio
La squadra disputa le proprie partite casalinghe allo Stadio Mustapha Ben Jannet, avente una capienza di 20 000 posti.

## Palmarès

### Competizioni nazionali
- Championnat de Ligue Professionelle 2: 4

1964-1965, 1975-1976, 1979-1980, 1997-1998
- Coppa di Tunisia: 1

2019-2020
- Supercoppa di Tunisia: 1

2020

### Altri piazzamenti
- Campionato tunisino:

Secondo posto: 2023-2024, 2024-2025
Terzo posto: 2019-2020
- Championnat de Ligue Professionelle 2:

Secondo posto: 1960-1961
- Coppa di Tunisia:

Finalista: 2008-2009
Semifinalista: 2020-2021, 2024-2025